# Firmelsdorf
Firmelsdorf ist ein Gemeindeteil der oberfränkischen Gemeinde Sonnefeld im Landkreis Coburg.

## Geographie
Firmelsdorf liegt etwa 13 Kilometer östlich von Coburg zwischen Sonnefeld und Gestungshausen. Den Ort verbindet eine Gemeindeverbindungsstraße mit Weischau und Zedersdorf, die auf eine alte Handelsstraße von den Obermainfurten über Fürth am Berg und Judenbach in Richtung Norden zurückgeht.

## Geschichte
Firmelsdorf wurde 1225 erstmals urkundlich als „Vorwiczdorf“ genannt. Seit spätestens 1674 bis ins 19. Jahrhundert trug der Ort den Namen Firbelsdorf. Heinrich von Sonneberg erwarb 1252 vom Kloster Saalfeld den Ort. 1263 wurde Firmelsdorf von seinem Sohn Heinrich II. von Sonneberg dem Kloster Sonnefeld übergeben. Um 1300 gab das Kloster die Siedlung auf.
Das heutige Firmelsdorf entstand wohl im 18. Jahrhundert etwa 400 Meter östlich der früheren Siedlung. Im 19. Jahrhundert wurde Firmelsdorf mit dem benachbarten, 2,7 Kilometer entfernten Gestungshausen vereinigt.
Als 1918 mit dem Ende des Ersten Weltkrieges und der Novemberrevolution die Monarchie in Deutschland abgeschafft wurde, galt das auch für das Herzogtum Sachsen-Coburg und Gotha, dem Firmelsdorf angehörte. Zunächst wurde der Ort Teil des Freistaates Coburg. Da dieser aber für sich zu klein war, stand eine Entscheidung bezüglich des Anschlusses an Bayern oder an Thüringen an. In einer Volksbefragung am 30. November 1919 stimmten zwölf Bürger in Gestungshausen-Firmelsdorf für den Beitritt des Freistaates Coburg zum thüringischen Staat und 159 dagegen. Am 1. Juli 1920 erfolgte dann der Anschluss des Freistaates Coburg an Bayern.
1925 zählte Firmelsdorf 39 Einwohner und 9 Wohnhäuser. 1987 hatte das Dorf 49 Einwohner und 14 Wohnhäuser. Firmelsdorf gehört zum evangelisch-lutherischen Kirchensprengel von Gestungshausen. Mit der Eingemeindung Gestungshausens am 1. Januar 1972 wurde Firmelsdorf nach Sonnefeld umgegliedert.

## Einwohnerentwicklung
| Jahr | Einwohnerzahl |
| ---- | ------------- |
| 1837 | 27            |
| 1925 | 39            |
| 1950 | 40            |
| 1970 | 60            |
| 1987 | 49            |
| 2018 | 53            |